# 김준엽
김준엽(金俊燁, 1920년 8월 26일 ~ 2011년 6월 7일)은 대한민국의 독립운동가이자 교육자, 학술기관단체인이다.

## 생애
본관은 충주이며, 1923년에 평안북도 강계에서 출생하였다. 일제강점기 당시 학도병에 강제징집되었다가 탈영, 광복군으로 활동하였으며, 해방 이후 고려대학교에서 조교수와 교수를 거쳐 82년 고려대 총장을 역임하였으나, 총장 재직시절 전두환 군부독재정권과 대립하다 1985년 강제적으로 사임당하였다. 2011년 6월 7일 향년 87세로 사망하였다.

## 저서

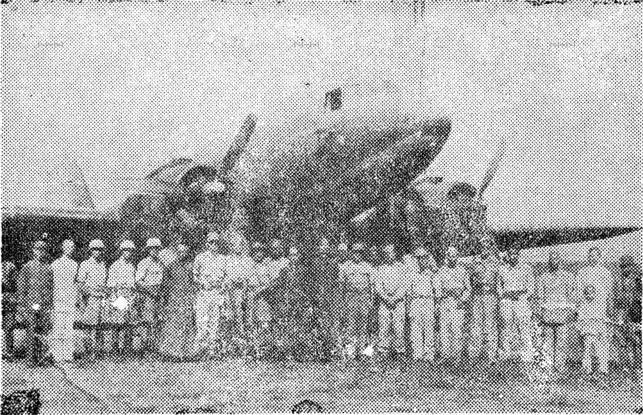
국내 정진군
(좌측 네번째부터 장준하, 노능서, 김준엽, 한사람 건너가 이범석

- 《장정 1 : 나의 광복군 시절(상)》,나남
- 《장정 2 : 나의 광복군 시절 (하)》,나남
- 《장정 3 : 나의 대학총장 시절》,나남
- 《장정 4 : 나의 무직시절》,나남
- 《장정 5 : 다시 대륙으로》,나남
- 《나와 중국(속)》,나남
- 《역사의 신》,나남

## 상훈
- 1988년 제28회 한국출판문화상 저작상
- 1990년 건국훈장 애국장(1980년 건국포장)
- 1999년 제8회 애서가상
- 2000년 중국어언문화우의장
- 2009년 제2회 한국국제교류재단상 특별상
- 2011년 국민훈장 무궁화장

## 같이 보기
- 조선민주주의인민공화국의 역사
- 중국의 역사